# Терезия Вильгельмина Нассауская
Терезия Вильгельмина Фредерика Изабелла Шарлотта Нассауская, в замужестве герцогиня Ольденбургская  (нем. Therese Wilhelmine Friederike Isabelle Charlotte von Nassau-Weilburg) (17 апреля 1815, Вайльбург, Герцогство Нассау — 8 декабря 1871, Прага, Австро-Венгрия) — родственница Российского Императорского Дома (жена герцога Петра Георгиевича Ольденбургского (1812—1881)), благотворительница.

## Биография
Принцесса Терезия Вильгельмина Фредерика Изабелла Шарлотта (при российском дворе — Терезия Васильевна) родилась 17 апреля 1815 года и была старшей дочерью герцога Вильгельма Нассауского и его первой супруги Луизы-Шарлотты Саксен-Альтенбургской (1794—1825). Сестра Адольфа Нассауского и сводная сестра — Софии, королевы Швеции и принца Николая Вильгельма.
Когда девочке было десять лет, её мать умерла. Вильгельмина воспитывалась под руководством отца и мачехи, принцессы Паулины Вюртембергской (1810—1856), которая была старше её всего на пять лет. Терезия получила хорошее образование, занималась живописью и скульптурой. Великая княжна Ольга Николаевна (будущая королева Вюртемберга) так отзывалась о Терезии: «Она была большая, тонкая, с длинными зубами и дивными волосами, остроумная, ядовитая, всегда знающая, чего хочет, но недобрая». Граф С. Д. Шереметев писал:

 «Женщина большого несомненного ума, со своеобразным юмором и остроумием. У неё был живой, свежий саркастический ум, натура вообще богато одаренная, но не удовлетворенная тем, что ей дано было в жизни. Она склонна была к пристрастию, к увлечениям».
Своё истинное призвание принцесса Терезия нашла в благотворительной деятельности: она «была энергичной помощницей мужа в делах благотворительности». В 1841 году принцесса Терезия получила от своего супруга, известного благотворителя и мецената принца Ольденбургского, в своё ведение учреждённую на Петроградской Стороне школу для бедных девочек, на основе которой позже возник «Институт Е. И. В. принцессы Терезии Ольденбургской». В 1843 году она взяла под покровительство два ночных приюта и занялась их переустройством. В том же году Терезия побывала в детской больнице Варшавы, где существовала община сестёр милосердия, и решила перенести этот опыт в Россию. 
9 марта 1844 года во дворце принца Петра Георгиевича Ольденбургского (Дворцовая набережная,2) состоялось первое заседание «Общины сестёр милосердия». В нём приняли участие и дочери императора Николая I великие княгини Мария и Александра. Позднее Терезия входила в Комитет общины. Также увлекалась живописью и ваянием. В Остафьево находится бюст её хорошего знакомого Вяземского, посвящавшего ей стихи, отлитый по гипсовому оригиналу, созданному принцессой в 1855 году.
Скончалась Терезия-Вильгельмина 8 декабря 1871 года в Праге.

## Брак и дети
11(23) апреля 1837 года вышла замуж за герцога Петра Георгиевича Ольденбургского (1812—1881). сына великой княгини Екатерины Павловны и герцога Георга Ольденбургского. В браке родилось восемь детей, четыре сына и четыре дочери.
1. Александра Фредерика Вильгельмина (великая княгиня Александра Петровна) (1838—1900) — супруга великого князя Николая Николаевича;
2. Николай Фридрих Август (Николай Петрович (1840—1886) — супруг графини Марии Ильиничны Остернбург, урождённой Булацель;
3. Мария Фредерика Цецилия (1842—1843);
4. Александр Фридрих Константин (Александр Петрович) (1844—1932) — супруг светлейшей княжны Евгении Максимилиановны Романовской герцогини Лейхтенбергской;
5. Екатерина Фредерика Паулина (Екатерина Петровна)(1846—1866);
6. Георг Фридрих Александр (Георгий Петрович) (1848—1871);
7. Константин Фридрих Пётр (Константин Петрович) (1850—1906) — супруг графини Агриппины Константиновны Зарнекау, урождённой Джапаридзе, в первом браке — княгиня Дадиани;
8. Терезия Фредерика Ольга (Терезия Петровна) (1852—1883) — супруга светлейшего князя Георгия Максимилиановича Романовского, 6-го герцога Лейхтенбергского.